# سیکورسکی اس-۳۵
سیکورسکی اس-۳۵ (به انگلیسی: Sikorsky S-35) یک هواگرد ساختِ کارخانهٔ سیکورسکی در کشور ایالات متحده آمریکا است. این هواگرد برای نخستین بار در ۲۳ اوت ۱۹۲۶ میلادی مورد استفاده قرار گرفت.